# 14537 Týn nad Vltavou
14537 Týn nad Vltavou è un asteroide della fascia principale. Scoperto nel 1997, presenta un'orbita caratterizzata da un semiasse maggiore pari a 2,5402458 UA e da un'eccentricità di 0,1899233, inclinata di 13,00884° rispetto all'eclittica.
È intitolato a Týn nad Vltavou, città della Repubblica Ceca.